# Sweet Home Alabama (sång)
Sweet Home Alabama är en sång skriven av Ed King, Gary Rossington och Ronnie Van Zant, och utgiven av sydstatsrockbandet Lynyrd Skynyrd på singel 1974. Med topplaceringen #8 på de amerikanska listorna blev den bandets andra hitsingel.
Framgången ledde till att bandet erbjöds delta i två rockshower i TV, till vilket man dock tackade nej.

## Coverversioner
Spanska punkrockbandet Siniestro Total gjorde en parodi på låten med titeln Miña Terra Galega, "Mitt galiciska hemland", på galiciska), "where the sky is always gray".
Artisten Kid Rock har en del av låten inkluderad på singeln All Summer Long (utgiven 2008), tillsammans med Werewolves of London av Warren Zevon, som en mashup mellan båda låtarna.

## Listplaceringar
| Lista (1974)   | Topplacering |
| -------------- | ------------ |
| Schweiz        | 51           |
| Storbritannien | 44           |
| USA            | 8            |
| Österrike      | 56           |

### Fotnoter
1. ↑  Sweet Home Alabama song information, Songfacts.com
2. ↑  Dupree, T. (1974), Lynyrd Skynyrd in Sweet Home Atlanta Arkiverad 27 mars 2009 hämtat från the Wayback Machine. [Electronic version]. Rolling Stone. läst 17 oktober 2007.
3. ↑  Siniestro Total homepage
4. ↑  ”Listplacering”. http://hitparade.ch/showitem.asp?interpret=Lynyrd+Skynyrd&titel=Sweet+Home+Alabama&cat=s. Läst 4 juni 2011.
5. ↑  ”Listplacering”. Arkiverad från originalet den 25 maj 2012. https://archive.is/20120525153527/http://www.chartstats.com/release.php?release=32682. Läst 4 juni 2011.
6. ↑  ”Listplacering”. http://www.billboard.com/#/artist/lynyrd-skynyrd/5112. Läst 4 juni 2011.
7. ↑  ”Listplacering”. http://austriancharts.at/showitem.asp?interpret=Lynyrd+Skynyrd&titel=Sweet+Home+Alabama&cat=s. Läst 4 juni 2011.